# San Vicente (Córdoba)
San Vicente es una localidad del Departamento San Alberto, provincia de Córdoba, Argentina, ubicada en la planicie que se extiende al oeste del cordón Occidental de las Sierras de Córdoba, prolongación de los Llanos riojanos. Se encuentra a 24 km al noroeste de San Pedro, por camino de tierra. Dista unos 10 km del límite con la provincia de San Luis.
San Vicente está organizada políticamente como Comuna.
Su población, de acuerdo al último censo nacional, ascendía a 1783 habitantes (Indec, 2010) alojados en 464 viviendas.
Los orígenes de San Vicente se remontan a la década de 1860, época en que el Cura Brochero fundó la iglesia del lugar, lo que trajo el agrupamiento de familias que ya habitaban en los campos vecinos. Hay otras iglesias o capillas erigidas en esa misma época, en unos quince parajes de la zona circundante.
Otras instituciones del lugar son el cementerio, la estafeta postal, el destacamento policial, el club deportivo y la escuela de nivel primario.
La actividad económica es agropecuaria, principalmente el cultivo de la papa. Algunos productores crían ganado caprino y venden su leche a una planta fraccionadora de otra localidad; así como también producen leña y carbón.

## Población
El censo provincial de población de 2008, que incluye la población rural, registró 1720 pobladores, un 125,72 % más que en el anterior censo provincial de 1996, cuando tenía 762 moradores, con lo cual constituye una de las localidades que ha crecido a un ritmo más sostenido (10,48% anual).
Otros parajes de la zona son San Martín, con 175 habitantes (Indec, 2001), San Rafael, San Miguel, La Concepción y Balde de la Mora, los cuales dependen políticamente de San Vicente.

## Sismicidad
La sismicidad de la región de Córdoba es frecuente y de intensidad baja, y un silencio sísmico de terremotos medios a graves cada 30 años en áreas aleatorias. Sus últimas expresiones se produjeron:
- 22 de septiembre de 1908 (116 años), a las 17.00 UTC-3, con 6,5 Richter, escala de Mercalli VII; ubicación 30°30′0″S 64°30′0″O / -30.50000, -64.50000; profundidad: 100 km; produjo daños en Deán Funes, Cruz del Eje y Soto, provincia de Córdoba, y en el sur de las provincias de Santiago del Estero, La Rioja y Catamarca[3]

- 16 de enero de 1947 (78 años), a las 2.37 UTC-3, con una magnitud aproximadamente de 5,5 en la escala de Richter (terremoto de Córdoba de 1947)[2]

- 28 de marzo de 1955 (69 años), a las 6.20 UTC-3 con 6,9 Richter: además de la gravedad física del fenómeno se unió el desconocimiento absoluto de la población a estos eventos recurrentes (terremoto de Villa Giardino de 1955)

- 7 de septiembre de 2004 (20 años), a las 8.53 UTC-3 con 4,1 Richter

- 25 de diciembre de 2009 (15 años), a las 21.42 UTC-3 con 4,0 Richter